# Crocidura mariquensis
Crocidura mariquensis är en däggdjursart som först beskrevs av Andrew Smith 1844.  Crocidura mariquensis ingår i släktet Crocidura och familjen näbbmöss. IUCN kategoriserar arten globalt som livskraftig.
Arten når en kroppslängd (huvud och bål) av cirka 8 cm, en svanslängd av ungefär 5,6 cm och en vikt omkring 11 g. Pälsen är på ovansidan mörkbrun till svartbrun och på undersidan något ljusare. Även svansen och fötterna är nästan svarta. Crocidura mariquensis har en intensiv kroppslukt.
Denna näbbmus förekommer i södra Afrika från Angola och södra Kongo-Kinshasa till östra Sydafrika. Den lever nära vattenansamlingar och behöver en växtlighet som finns vid vattnet, bland annat bladvass.
Boet ligger ofta på en gräsklump eller en annan torr plats. Individerna är vanligen nattaktiva men de syns ibland på dagen. Honor har mellan augusti och april flera kullar med 2 till 5 ungar per kull. Oftast föds 3 eller 4 ungar och sällan upp till 7 ungar. Crocidura mariquensis använder ofta stigar som skapades av gnagare. Den äter insekter och andra ryggradslösa djur. Några exemplar bygget sitt klotrunda bo av torra växtdelar. Andra individer gräver enkla tunnelsystem med ett centralt rum som har en diameter av cirka 9 cm och en höjd av cirka 4 cm.

## Underarter
Arten delas in i följande underarter:
- C. m. mariquensis
- C. m. neavei
- C. m. shortridgei